# 마산면 (구례군)
마산면(馬山面)은 대한민국 전라남도 구례군에 위치한 면이다.

## 개요
마산면은 구례군의 동북쪽에 위치하고 있으며 소재지는 마산리이다. 동북쪽으로 지리산맥이 준험한 산악을 형성하고 있으며, 지리산의 깊은 계곡과 더불어 동쪽에는 서시천, 남쪽에는 섬진강이 있어 수원이 풍부한 비옥한 농토를 가지고 있다. 신라 선덕여왕때부터 국가의 안위와 평안을 기원하는 제천의식인 남악제가 1200년의 전통을 가지고 매년 4월 20일 개최된다. 천년고찰인 화엄사가 있고,쌍산제도 지리산 국립공원 관문에 있어 연중 많은 관광객이 찾아오고 있다.구례군의 관문 급 도로인 산업로가 지나고
갑산교차로(2011년에 없어짐),냉천교차로(구례교차로)가 있다

## 행정 구역
| 법정리 | 한자명 | 행정리       | 자연마을                                  | 비고 |
| ------ | ------ | ------------ | ----------------------------------------- | ---- |
| 갑산리 | 甲山里 | 갑대, 장궁   | 궁산, 장동, 갑대(갑대,버드실,대평,어덕촌) |      |
| 광평리 | 廣坪里 | 광평, 가랑   | 광평, 가랑                                |      |
| 냉천리 | 冷川里 | 냉천         | 냉천                                      |      |
| 마산리 | 馬山里 | 마산         | 마산                                      |      |
| 사도리 | 沙圖里 | 사상사, 하사 | 상사, 하사                                |      |
| 황전리 | 黃田里 | 황전         | 황전                                      |      |

## 교육
- 청천초등학교